# Monasterio de Sinaia
El monasterio de Sinaia, localizado en Sinaia, distrito de Prahova, Rumanía, fue fundado por el príncipe Mihail Cantacuzino en 1695 y recibió este nombre por el gran monasterio de Santa Catalina en el monte Sinaí, Egipto. En 2005 estaba habitado por trece monjes ortodoxos pertenecientes a la archidiócesis de Bucarest.

## Entorno
Situado en el valle de Prahova, el monasterio recibe su nombre por la ciudad homónima. El monasterio consta de dos patios rodeados por dos edificios. En el centro de cada patio hay una pequeña iglesia de estilo bizantino. Una de ellas, Biserica Veche (iglesia vieja), data del 1695; mientras que la otra, Biserica Mare (gran iglesia) fue construida en 1846.
Los monjes poseen una biblioteca donde guardan joyas valiosas de la familia Cantacuzino, así como las primeras traducciones de la Biblia al rumano del 1668.
Take Ionescu, ex primer ministro de Rumanía, está enterrado en este lugar.

## Historia
El príncipe Mihail Cantacuzino fundó el monasterio tras su regreso de peregrinaje al monte Sinaí. Los primeros edificios datan de entre 1690 y 1965. Fue diseñado para servir como monasterio, así como fortaleza de camino entre Braşov y Bucarest.
El plan inicial era que albergara doce monjes, recordando a los Doce Apóstoles, pero fueron en aumento.
En medio de la guerra ruso-turca (1735-1739), antes de abandonar el monasterio, los monjes escondieron los objetos más valiosos en una campana. Durante la batalla, los turcos derrotaron a las tropas que se encontraban en el monasterio. Los otomanos abrieron el muro y quemaron el lugar.
Hasta 1850, Sinaia albergaba el monasterio y un grupo de cabañas. Sin embargo, en 1864, se abrió un hospital y algunos baños, que ayudaron a desarrollar los complejos de aguas termales de Sinaia.
En 1948, el monasterio se asignó a la archidiócesis de Bucarest. El patriarca rumano, Justinian Marina, restauró los edificios entre 1951 y 1957 con dinero de la archidiócesis. Durante este periodo, se le dotó al monasterio con agua corriente, electricidad y gas natural. Gracias a los esfuerzos del rey Carol I, la gran iglesia del complejo fue la primera del país en usar luz artificial.

## La iglesia vieja
La iglesia vieja fue construida en 1695. En 2006, se cerró al público para recobrar su belleza original. Las pinturas originales del interior fueron completadas por Pârvu Mutu y fueron restauradas por primera vez desde 1795. Reabrió de nuevo en 2016.

## La gran iglesia
La construcción de la gran iglesia comenzó en 1842 con fondos del propio monasterio y fue completado en 1846. El arquitecto encargado fue George Mandrea y es de estilo tanto moldavo como brâncovenesc de Valaquia. Se dice que la campana con tres rayas verdes esmaltadas que rodea el edificio representa la Santa Trinidad en un dios y la unión de los tres reinos rumanos (Valaquia, Moldavia y Transilvania) en un país.

### Pinturas

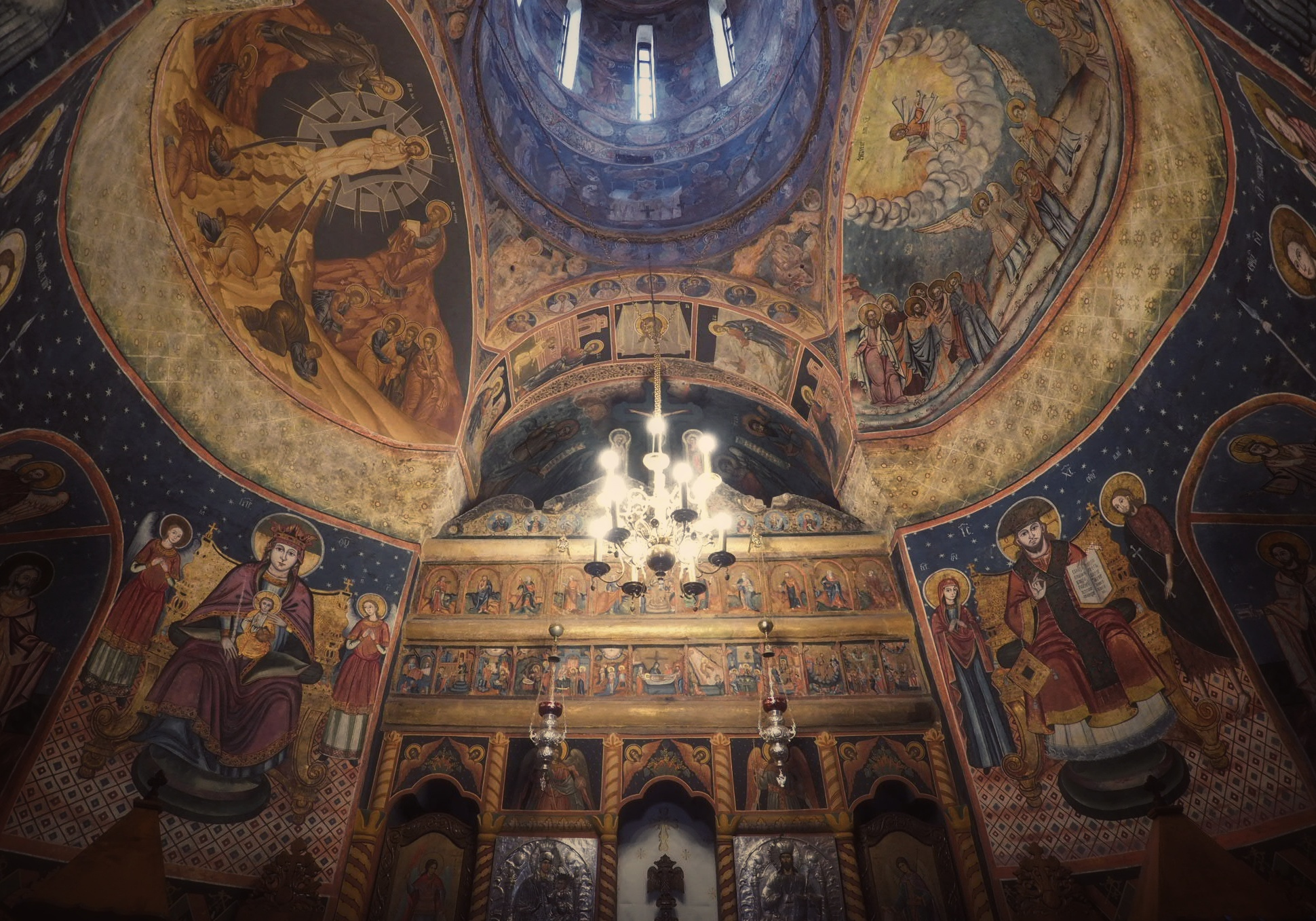
Interior de la iglesia antigua

Los mosaicos dorados fueron creados por el artista danés Aage Exner en estilo neobizantino. Las ilustraciones principales muestran a cinco personas:
- Iosif Gheorghian, que reabrió el edificio en 1903.
- Carol I de Rumanía, vestido de oficial, con su mano derecha apoyada en un pilar al que le falta una pieza. Simboliza la pérdida de algunos territorios de la Gran Rumanía tras la Segunda Guerra Mundial.
- Isabel de Wied, reina consorte de Rumanía, conocida en el mundo literario como Carmen Sylva.
- La princesa María de Rumanía, la única hija de Isabel, que murió de niña.
- Mihail Cantacuzino, constructor de la iglesia vieja.

### Mobiliario
El mobiliario fue realizado en madera por Constantin Babic y sus estudiantes de la Escuela de Arte de Bucarest. El trono del rey muestra el emblema real y el lema Nihil sine Deo (nada sin Dios), mientras que en el trono de la reina están estampadas las siglas E.D.; ambos dorados.
Los dos iconos rusos de san Serghei y san Nicolás fueron un regalo del zar Nicolás II de Rusia en 1903. Fueron presentados a los monjes durante el bautizo del príncipe Nicolás de Rumanía, hijo de Fernando I.
Una pieza que destacar es el epitafio de Anna Roth, hecho de plata y oro, que fue realizado entre 1897 y 1900.

## El campanario

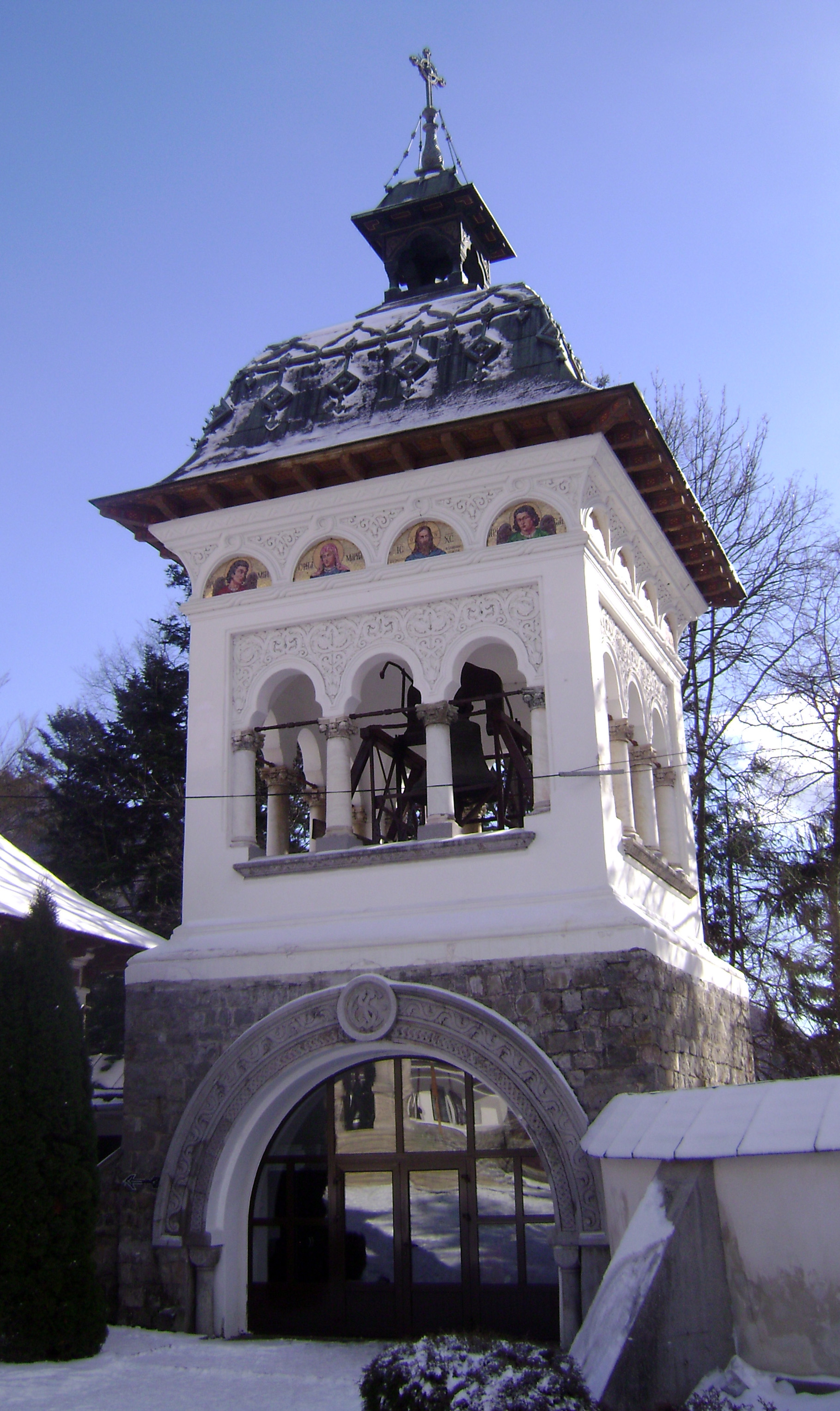
Campanario del monasterio

El campanario fue añadido al muro y terminado en 1892. Con sus 1.700 kilos, fue trasladado desde la torre de Coltea en Bucarest.

## El museo
En 1895 se abrió el museo del monasterio, la primera exhibición de objetos religiosos en Rumanía. Alberga colecciones de iconos y cruces del siglo XVII, la primera Biblia en rumano de 1688 y otros objetos valiosos. El museo abre todos los días excepto los lunes, de abril a octubre de 10 a 16 y durante invierno únicamente para grupos de más de veinte personas.

## Ubicación
El monasterio se encuentra muy cerca del castillo Peleş y se puede llegar en tren hasta la estación de Sinaia o por carretera.